# Pojo (municipio)
Pojo es una localidad y municipio de Bolivia, ubicado en la provincia de Carrasco del departamento de Cochabamba. Se halla situado en la parte sudeste de la provincia y del departamento de Cochabamba, en el límite con el departamento de Santa Cruz.

## Límites territoriales

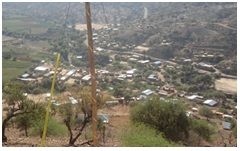
Vista general de la cominidad de Villa Villa

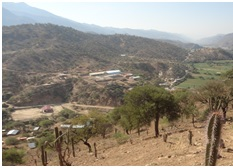
Vista general de la cominidad de Challhuani, en el Distrito VIII

El municipio de Pojo, tiene los siguientes límites:
- Al norte con el municipio de Entre Ríos de la provincia de Carrasco, en el departamento de Cochabamba.
- Al sur con el municipio de Omereque de la provincia de Campero y la provincia Caballero, en el departamento de Santa Cruz.
- Al este con el municipio de Comarapa de la provincia Caballero, y la provincia Ichilo, en el departamento de Santa Cruz.
- Al oeste con el municipio de Totora de la provincia de Carrasco, en el departamento de Cochabamba.

## Transporte
Esta población se encuentra a 207 km de la capital de departamento desviando en el km 204 (Cruce Pojo) de la carretera antigua Cochabamba-Santa Cruz. El tiempo de viaje es de aproximadamente de 4 horas en vehículo liviano y en transporte de uso público o pesado entre 5 a 6 horas.

## Clima
El municipio de Pojo por sus características fisiográficas y su ubicación geográfica situada junto a los Yungas tropicales, y gracias a los efectos del ciclo hidrológico determina un clima no homogéneo, identificándose en términos generales 3 tipos climáticos. La caracterización climática se ha realizado por pisos ecológicos, ya que cada distrito cuenta con comunidades ubicadas en diferentes pisos ecológicos, en algunos casos una comunidad cuenta HASTA con 4 pisos ecológicos (Vila Vila, Chichahuaiquo).
Características Climáticas por Ecosistema
| Ecosistema        | Características |
| Altura            | Sub-húmero a seco - frío, con neblina en épocas de invierno, verano (septiembre a marzo) con temperaturas bajas. Con relativa disponibilidad de agua, con vientos leves, con relativa presencia de heladas. |
| Cabecera de valle | Seco - frío a templado, semiárido con déficit de agua, con vientos leves, con menor presencia de heladas.                                                                                                   |
| Valle             | Seco - templado, semiárido valle mesotérmico, con déficit de agua, con vientos intensos. |
| Valle cálido      | Seco de verano templado, con baja disponibilidad de agua, seco. |
| Yungas            | Tropical húmedo, sin estación seca, con alta disponibilidad de agua. |

En el área de influencia del proyecto la zona más marcada es el ecosistema de Valle, las comunidades que se encuentran en este ecosistema están ubicadas a una altitud de 1900 a 2800 m s. n. m., su temperatura media es de 18 °C, se caracteriza por la agricultura intensiva y diversificada bajo riego.
Los datos de precipitaciones pluviales del Municipio corresponden a datos del SENHAMI, de las Estaciones Meteorológicas más cercanas al municipio. Los registros son del ciclo agrícola 2002-2006 y están detalladas en los siguientes cuadros:
Precipitación pluvial promedio en distintas zonas
| Parámetros climáticos promedio de Pojo - Altura   | Parámetros climáticos promedio de Pojo - Altura | Parámetros climáticos promedio de Pojo - Altura | Parámetros climáticos promedio de Pojo - Altura | Parámetros climáticos promedio de Pojo - Altura | Parámetros climáticos promedio de Pojo - Altura | Parámetros climáticos promedio de Pojo - Altura | Parámetros climáticos promedio de Pojo - Altura | Parámetros climáticos promedio de Pojo - Altura | Parámetros climáticos promedio de Pojo - Altura | Parámetros climáticos promedio de Pojo - Altura | Parámetros climáticos promedio de Pojo - Altura | Parámetros climáticos promedio de Pojo - Altura | Parámetros climáticos promedio de Pojo - Altura |
| Mes                                               | Ene.                                            | Feb.                                            | Mar.                                            | Abr.                                            | May.                                            | Jun.                                            | Jul.                                            | Ago.                                            | Sep.                                            | Oct.                                            | Nov.                                            | Dic.                                            | Anual                                           |
| ------------------------------------------------- | ----------------------------------------------- | ----------------------------------------------- | ----------------------------------------------- | ----------------------------------------------- | ----------------------------------------------- | ----------------------------------------------- | ----------------------------------------------- | ----------------------------------------------- | ----------------------------------------------- | ----------------------------------------------- | ----------------------------------------------- | ----------------------------------------------- | ----------------------------------------------- |
| Precipitación total (mm)                          | 108.7                                           | 120.7                                           | 69.8                                            | 16.51                                           | 3.53                                            | 0.47                                            | 0.01                                            | 2.1                                             | 6.03                                            | 10.5                                            | 24.5                                            | 95.35                                           | 458.2                                           |
| Fuente: SENAMHI registros del período 2002 - 2006 |                                                 |                                                 |                                                 |                                                 |                                                 |                                                 |                                                 |                                                 |                                                 |                                                 |                                                 |                                                 |                                                 |

| Parámetros climáticos promedio de Pojo - Valle    | Parámetros climáticos promedio de Pojo - Valle | Parámetros climáticos promedio de Pojo - Valle | Parámetros climáticos promedio de Pojo - Valle | Parámetros climáticos promedio de Pojo - Valle | Parámetros climáticos promedio de Pojo - Valle | Parámetros climáticos promedio de Pojo - Valle | Parámetros climáticos promedio de Pojo - Valle | Parámetros climáticos promedio de Pojo - Valle | Parámetros climáticos promedio de Pojo - Valle | Parámetros climáticos promedio de Pojo - Valle | Parámetros climáticos promedio de Pojo - Valle | Parámetros climáticos promedio de Pojo - Valle | Parámetros climáticos promedio de Pojo - Valle |
| Mes                                               | Ene.                                           | Feb.                                           | Mar.                                           | Abr.                                           | May.                                           | Jun.                                           | Jul.                                           | Ago.                                           | Sep.                                           | Oct.                                           | Nov.                                           | Dic.                                           | Anual                                          |
| ------------------------------------------------- | ---------------------------------------------- | ---------------------------------------------- | ---------------------------------------------- | ---------------------------------------------- | ---------------------------------------------- | ---------------------------------------------- | ---------------------------------------------- | ---------------------------------------------- | ---------------------------------------------- | ---------------------------------------------- | ---------------------------------------------- | ---------------------------------------------- | ---------------------------------------------- |
| Precipitación total (mm)                          | 153.3                                          | 91.2                                           | 49.0                                           | 38.3                                           | 3.5                                            | 0.01                                           | 7.3                                            | 6.5                                            | 22.3                                           | 31.2                                           | 92.8                                           | 94.                                            | 589.4                                          |
| Fuente: SENAMHI registros del período 2002 - 2006 |                                                |                                                |                                                |                                                |                                                |                                                |                                                |                                                |                                                |                                                |                                                |                                                |                                                |

| Parámetros climáticos promedio de Pojo - Yungas   | Parámetros climáticos promedio de Pojo - Yungas | Parámetros climáticos promedio de Pojo - Yungas | Parámetros climáticos promedio de Pojo - Yungas | Parámetros climáticos promedio de Pojo - Yungas | Parámetros climáticos promedio de Pojo - Yungas | Parámetros climáticos promedio de Pojo - Yungas | Parámetros climáticos promedio de Pojo - Yungas | Parámetros climáticos promedio de Pojo - Yungas | Parámetros climáticos promedio de Pojo - Yungas | Parámetros climáticos promedio de Pojo - Yungas | Parámetros climáticos promedio de Pojo - Yungas | Parámetros climáticos promedio de Pojo - Yungas | Parámetros climáticos promedio de Pojo - Yungas |
| Mes                                               | Ene.                                            | Feb.                                            | Mar.                                            | Abr.                                            | May.                                            | Jun.                                            | Jul.                                            | Ago.                                            | Sep.                                            | Oct.                                            | Nov.                                            | Dic.                                            | Anual                                           |
| ------------------------------------------------- | ----------------------------------------------- | ----------------------------------------------- | ----------------------------------------------- | ----------------------------------------------- | ----------------------------------------------- | ----------------------------------------------- | ----------------------------------------------- | ----------------------------------------------- | ----------------------------------------------- | ----------------------------------------------- | ----------------------------------------------- | ----------------------------------------------- | ----------------------------------------------- |
| Precipitación total (mm)                          | 282.0                                           | 179.9                                           | 89.2                                            | 77.7                                            | 135.1                                           | 0.1                                             | 42.7                                            | 1.2                                             | 97.2                                            | 18.7                                            | 87.5                                            | 255.4                                           | 1266.7                                          |
| Fuente: SENAMHI registros del período 2002 - 2006 |                                                 |                                                 |                                                 |                                                 |                                                 |                                                 |                                                 |                                                 |                                                 |                                                 |                                                 |                                                 |                                                 |

En todos los ecosistemas, las mayores precipitaciones se presentan en los meses de diciembre y enero, la misma que va disminuyendo en cantidad según va incrementando la altitud del piso ecológico, es así que en los yungas la precipitación máxima es de 282 mm presentada el mes de enero, en cambio en el ecosistema de valle en la misma época es de 108.7 mm, y en el ecosistema de altura es de 153.3 mm, teniendo la menor cantidad de precipitación en el ecosistema de valle.

## Relieve topográfico
La zona de Pojo, se encuentra en un relieve topográfico de cabecera de valle con nacientes de cursos de agua con serranías de gran pendiente que conforman las recargas de los acuíferos. El área está formada por cerros y valles, con cañadones donde el terreno es rocoso con grandes pendientes en el curso del río y conformando desfiladeros, para luego suavizar la pendiente en cercanías de la localidad de Pojo. Frente a la localidad de Pojo y aguas abajo, se ubican las comunidades de Thago Pampa y Alizar Molinos, flanqueadas por la rivera del río Pojo y una cadena montañosa de gran pendiente, aguas abajo de éstas localidades se ingresa nuevamente a la montaña, con a pendientes fuertes y serranía de terreno semiduro a duro que son las laderas del río Pojo. Se tiene cerros con pendiente pronunciada, luego de las riveras del río que tienen pendiente suave, Las comunidades de la zona baja, se encuentran a orillas del río con pendiente suaves y que están circundadas con cerros con pendientes pronunciadas, hasta llegar a una cota (la más baja) de 1600 m s. n. m., donde se ubican las localidades de La Viña, Mojica y Honduras.

## Demografía
De acuerdo con el censo boliviano de 2024, la población del municipio de Pojo es de 11 840 habitantes.
En 2004, el municipio de Entre Ríos se escindió del municipio original de Pojo. La población del municipio de Pojo aumentó ligeramente entre 2012 y 2024:
| Año  | Habitantes (municipio) | Fuente |
| ---- | ---------------------- | ------ |
| 1992 | 17.828                 | Censo  |
| 2001 | 34.974                 | Censo  |
| 2012 | 10.156                 | Censo  |
| 2024 | 11.840                 | Censo  |

### Emigración temporal
El proceso de emigración temporal de la población en el municipio de Pojo, por lo general se realiza una vez concluido las siembras y cosechas. La población que migra está entre los 18 a 40 años, en una proporción de 53.7% hombres y 46.3% mujeres. La expulsión de mano de obra se realiza porque: la base productiva se encuentra en proceso de degradación, la población joven va buscando nuevas estrategias de vivencia. 
La emigración se da por lo general a las ciudades de Santa Cruz, Cochabamba y también el Chapare. 
La preferencia para emigrar al exterior por parte de los habitantes del Municipio de Pojo, es principalmente a la Argentina y España. Las actividades que realizan los hombres son la agricultura y albañilería y las mujeres limpieza y como trabajadoras del hogar, cuidado de ancianos y/o niños. En la Argentina muchas mujeres también trabajan en fábricas textiles y sastrería.

### Emigración definitiva
El proceso de emigración definitiva de gran parte de la población joven, es consecuencia de la emigración temporal ya que la población que emigra de su comunidad con el objetivo de mejorar sus ingresos económicos en el 80% logran acomodarse definitivamente donde encuentra fuentes de trabajo, donde tienen ingresos económicos asegurados (empresas avícolas, floricultoras, entre otras), otra de las causales para esta migración es el deterioro y degradación de los terrenos productivos en las comunidades de origen, explotación intensiva de las tierras, poca producción y productividad de las tierras, proceso de parcelación de los terrenos de carácter familiar, excesivo proceso de división por herencia.

### Inmigración temporal
La inmigración temporal hacia el municipio de Pojo es procedente del altiplano de Bolivia y de otras provincias cercanas al municipio; para los indicadores socioeconómicos es mínima, porque la misma tiene presencia esporádica.
La inmigración temporal se presenta en la época de invierno y en épocas de cosecha de la siembra mishka y lojru, periodos en que llegan mujeres y hombres de comunidades de la zona andina, esta población se traslada al municipio de Pojo, en afán de conseguir algunos productos agrícolas principalmente papa, que reciben como forma de pago por el trabajo realizado.

### Inmigración definitiva
El porcentaje promedio de inmigrantes es baja, 453 personas (254 hombres y 199 mujeres), el 70% de las mismas tienen como motivo fundamental la formación de nuevos hogares (se casan con personas oriundas de este municipio) y el 30% migra a los cantones donde tienen terrenos bajo riego donde trabajan como jornaleros.
Como se observa en ambos casos, de manera permanente se produce la migración de las comunidades y del pueblo urbano a diferentes provincias de los departamentos de Cochabamba y Santa Cruz, o en su defecto a otros países, siendo el principal problema la ausencia de fuentes generadoras de empleo, creándose y/o incrementando los cinturones de pobreza. De igual manera el deterioro de la base productiva que cada vez son más limitados, estos elementos agudizan la vulnerabilidad social de la población.

## Actividades productivas
La actividad principal de los pobladores de las comunidades es la agricultura, siendo su principal fuente de ingresos a nivel familiar, la ganadería se presenta como un complemento de la anterior y es desarrollada en menor magnitud y focalizada en algunas zonas del municipio. Los productos agrícolas predominantes son el maíz, trigo, arveja en época temporal; el durazno, la papa, haba, vaina, ají, pimentón y tomate.

## Características socioculturales

### Procedencia y origen étnico
La población del Municipio de Pojo, considera tener diferentes orígenes; el 46.91 % de la población se considera de origen quechua, el 0.25% de origen aimara, el 0.0054% se considera de diferentes orígenes (guaraní, mojeño, chiquitano y otro nativo), el 5.75% no especifica qué origen tienen.
De acuerdo a la información obtenida en el autodiagnóstico referente a los cambios ocurridos antes y después de la reforma agraria, en la sección municipal antes de la Reforma Agraria, se contaba con un sistema de hacienda en el 100% de las comunidades, donde los pongos debían entregar en producto y/o dinero por el trabajo que realizaban en los terrenos de los patrones, los mismos que si incumplían con las normativas impuestas por los propietarios recibían castigos severos, hasta la muerte en muchos casos.
Posterior a la Reforma Agraria, las comunidades campesinas ingresan en un proceso de dotación de tierras por el Estado Boliviano, sistema compra y venta de tierras, y transferencia por el sistema hereditario.

### Idioma
Los pobladores de las comunidades del municipio en la mayoría de las comunidades tienen como idioma madre el quechua, pero por las necesidades del medio también hablan el castellano (población bilingüe).
Del total de la población, el 1% aproximadamente habla español solamente (entienden quechua pero no hablan, generalmente los niños que vivieron desde muy pequeños en provincias o la ciudad de Santa Cruz), el 36% aproximadamente habla solo quechua (de este porcentaje aproximadamente la mitad entiende español, pero no lo hablan, siendo las mujeres con mayor preponderancia) y el 63% hablan quechua y español.
En todas las comunidades el idioma principal es el quechua. Al interior de las comunidades se comunican en su idioma nativo y en la relación con centros urbanos y comerciales se comunican en el idioma español. Por lo que es poco el porcentaje de personas que hablan un solo idioma.
Los varones son los que, por lo general, hablan castellano combinado con quechua, dado su mayor acceso a niveles de formación en este idioma y por ser ellos quienes migran temporalmente, viajan para comercializar sus productos o ejercen cargos de dirigencia, oportunidades éstas en las que pueden practicar el idioma.

### Religiones y creencias
En el total de las comunidades de los diferentes distritos, la religión católica es la predominante, aproximadamente el 94.76% de la población asiste a esta iglesia; mientras que la religión evangélica paulatinamente va convenciendo a mujeres y hombres a bautizarse en ésta religión; según datos reportados en los documentos del municipio aproximadamente el 5.24% de la población es evangélica.

## División territorial
La división política y administrativa del municipio de Pojo comprende 8 distritos:
- Distrito I, comprende 10 comunidades distribuidos en las subcentrales Duraznillos y Yuthupampa.
- Distrito II, comprende 8 comunidades aglutinadas en la subcentral Palca.
- Distrito III, comprende 4 comunidades agrupados en la subcentral La Habana.
- Distrito IV, comprende tres comunidades y una Junta Vecinal agrupado en la subcentral Villa Esperanza.
- Distrito V, comprende el pueblo urbano de Pojo y 10 comunidades distribuidos en subcentrales Cercado, Buena Vista y Rumi Corral.
- Distrito VI, con una junta Vecinal Karahuasi y 13 comunidades distribuidas en las subcentrales Karahuasi, Dían Pampa y Pampa Colorada.
- Distrito VII, con cinco comunidades agrupadas en la subcentral Rodeo Adentro.
- Distrito VIII, con 10 comunidades agrupadas en las subcentrales Challhuani y Chacras.

## Fuente
- Programa de Agua Potable y Saneamiento de Pequeñas Localidades y Comunidades Rurales de Bolivia. Desarrollado por el Gobierno Nacional en 2011-2012.
- Plan de Desarrollo Municipal

- Datos: Q1516972
- Multimedia: Pojo Municipality / Q1516972